# Oenopia lyncea
Oenopia lyncea је инсект из реда тврдокрилаца (Coleoptera) и породице бубамара (Coccinellidae).

## Распрострањење и станиште
Настањује јужну и средњу Eвропу, а у северној Европи је одсутна. Налази у Србији су малобројни па није могуће стећи представу о распрострањењу у нашој земљи. До сада је бележена на надморским висинама у распону 200-1200 m.

## Опис
Тело је дуго 3–4,5 mm, широко, овално и конвексно. Покрилца су црна са жућкастим заобљеним мрљама у средини и полукружним мрљама позади и са страна. Пронотум црн са доста беле напред и са страна.